# 일본노동조합총평의회
일본노동조합총평의회(일본어: 日本労働組合総評議会 니혼로도쿠미아이소효기카이[*], 영어: General Council of Trade Unions of Japan; JCTU) 약칭 총평(일본어: 総評 소효[*])은 과거 일본에 있었던 노총이다. 일본 최대의 전국노총이었다. 일본사회당의 강고한 지지기반이었다.

## 내력
일본이 제2차 세계대전에 패전한 후 일본 미군정의 보호육성 아래 다시 출발한 일본의 노동운동은 경제사회 정세를 배경으로 급진적이고 정치적인 색채가 짙었고, 일본공산당이 큰 영향력을 미치고 있었다. 냉전이 격화되고 미군정의 정책이 전환됨에 따라 전일본산업별노동조합회의(산별회의)나 전국노동조합연락협의회(전노련) 등으로 집약된 종래의 노동운동은 한계를 보이고 있었다. 한편, 생디칼리슴과 공산주의의 배제, 국제자유노동조합총연맹(ICFTU, 세계노동조합연맹에서 분열되어 결성) 가맹 등을 지향하는 운동 조류가 진행되었다. 그 조류의 노총으로서 1950년(쇼와 25년) 7월 11일 총평이 결성되었다. 초대 의장은 일본탄광노동조합(탄노) 출신의 타케후지 타케오, 사무총장은 일본도시교통노동조합(도시교) 출신 시마가미 젠고로가 선출되었다. 일본노동조합총동맹(총동맹), 국철노동조합(국노), 일본교원노동조합(일교조), 도쿄도노동조합연합회(도노련), 전일본해원조합(해원조합), 일본사철노동조합총연합회(사철총련) 등 주요 노총들과 단위산별(단산)들이 총평에 참여했다. 총평 결성은 미군정의 의향에 의한 것이었으며, 결성대회에서 일본공산당 배제 및  ICFTU 가맹을 내용으로 하는 대회선언을 채택하고, 산별회의 및 전노련과 선을 긋는 노총으로 출발했다.
이렇게 미군정 원조하에 반공노총으로 출발한 총평이었지만, 이듬해인 1951년 3월 제2회 대회에서 행동강령으로서 평화 4원칙을 결정하고 ICFTU 가맹 의안을 부결하는 등, 벌써부터 좌경 반미 노선으로 전향했다. 요시다 내각이 국가공안보장법(파괴활동방지법의 전신), 집회데모취체법, 총파업금지법, 노동삼법개정을 도모하자 1951년 6월 「노동법개악반대투쟁위원회」(노투)를 설치하고, 노동악법들의 국회 심의가 이루어진 1952년에는 정치총파업을 4차에 걸쳐 실치했다(노투 파업). 총평은 가맹 단산인 탄노와 일본전기산업노동조합(전산)을 필두로 전투적 쟁의를 전개했다. 이 변화를 당시 언론은 “닭이 오리가 되었다”고 했다. 일설에는 당시 미군정의 노동조합 담당자가 “치킨(겁쟁이)이 레임덕(쓸모없는 것)이 되었다”고 욕한 것을 통역사가 이해하지 못하고 “오리 되었다”고 직역했기 때문이라고 한다. 1952년 7월 제3회 대회에서는 내부 우파가 제안한 ICFTU 일괄가맹안이 부결되고, 좌파사회당 지지를 결정하면서 좌파 노선을 분명히 했다. 인사에서도 전산위원장 후지타 스스무가 새 의장에, 타카노 미노루가 새 사무총장에 선출되면서 민동좌파의 주도권을 확립했다. 한편 우파는 임원을 내지 않으면서 총평 내부 좌우대립은 깊어져갔다.
1952년 12월 전국섬유산업노동조합동맹(전섬동맹), 해원조합, 전국영화연극노동조합(전영연), 일본방송노동조합(일방노) 4개 단산이 총평의 정치투쟁  중시 지도를 비판하는 「총평비판―민주적노동조합의 입장에 서서」라는 제목의 성명을 발표, 우파계 노조들과 지도부의 불화가 표면화된다. 소위 4단산비판 사건. 양자의 대립은 해소되지 않고 제4회 대회를 거쳐 1953년 7월부터 11월까지 일방노를 제외한 우파계 3개 단산이 잇따라 총평에서 탈퇴, 우파 노총인 총동맹(1951년 6월 재건되었음)과 1954년 새로운 연락협의체로서 전일본노동조합회의(전노)를 결성했다. 총평은 3개 단산의 탈퇴를 계기로 계급투쟁을 기본 이념으로 하고 자본주의 체제의 변혁을 목표로 삼는, 제2회 대회 때부터 시작된 노선전환을 완성시켰다. 운동방침에 일본사회당 지지를 명기하고 반전평화운동을 추진했다. 총평이 가진 정치적 영향력은 지대하여 반대파에게 “옛날 육군 지금 총평”이라는 야유도 들을 정도였다. 총평의 좌파노선에는 노농파 마르크스주의 연구집단인 사회주의협회의 영향이 있었다. 1950년대 후반에서 1960년대까지 총평 본부의 전임자는 대부분 사회주의협회 회원이었다고 한다.
1978년(쇼와 53년)에는 OECD 노동조합자문위원회에 참가했다.
1983년(쇼와 58년) 당시 총평은 산하에 49개 단산 451만 명 조합원을 거느리며, 일본의 전체 조직노동자의 36%가 총평 조합원이었다. 그 중 70%가 관공서 공공부문 노동자였다. 매년 중립노동조합연락회의(중립노련)과 함께 춘투공투회의를 조직하고 춘계생활투쟁(춘투)를 임금결정기구로 정착시켰다.
1987년 발족한 전일본민간노동조합연합회(전민노련)에 합류하기 위해 1989년 해산되었다. 전민노련은 이후 일본노동조합총연합회(연합)이 되었다.
우경화된 연합과 달리 총평의 정치활동을 계승하는 조직으로 1989년 9월 총평센터(総評センター)가 만들어졌고 1992년 10월 사회당과 연대하는 노조회의(社会党と連帯する労組会議)로 전환되었다. 이 조직은 일본사회당 및 그 후신인 사회민주당을 지지했지만, 민주당 결성 이후 지지축을 민주당으로 옮기는 움직임이 강해지면서 1997년 민주리버럴노조회의(民主・リベラル労組会議)로 전환되었다. 1999년 5월에는 연합정치센터의 결성에 따라 민주리버럴노조회의는 해산하면서 총평계의 정치활동은 종지부를 찍었다.

## 가맹 단산
해산을 결성한 임시대회(1989년 11월)가 열리기 직전인 1989년 7월 가맹 단산은 다음과 같다. 결성 당시에는 민간기간산업 단산도 많이 가맹했었지만, 총평이 좌경화되면서 민간기업 노조들은 대부분 탈퇴하고 우파 노총인 전일본노동총동맹(동맹)에 가맹하면서 총평은 공공부문 노조가 중심이 되었다.
- 전기통신정보산업노동조합연합(정보통신노련) - 전국전기통신노동조합(전전통)의 후신, 현 정보산업노동조합연합회(정보노련)의 전신.
- 일본철강산업노동조합연합회(철강노련) - 현 일본기간산업노동조합연합회(기간노련)의 전신. 총평 가맹노조였지만 민사당과의 관계도 강했다.
- 일본사철노동조합총연합회(사철노련)
- 일본의료노동조합연합회(일본의노련) - 총평 비주류의 유력노조 중 하나로, 총평 해산 이후 전노련 결성에 참여했다.
- 전국금속노동조합(전국금속)
- 합성화학산업노동조합연합(합화노련)
- 전국일반노동조합(전국일반)
- 일본신문노동조합연합(신문노련)
- 전일통노동조합(전일통)
- 국철노동조합(국노)
- 전국경주노동조합(전경노)
- 담배산업노동조합공투회의(담배공투)
- 일본철도산업노동조합총연합(철산총련)
- 정부관계특수법인노동조합협의회(정노협)
- 전일본항만노동조합(전항만)
- 전국농림어업단체직원노동조합연합(전국농단노)
- 전일본운수일반노동조합(운수일반) - 총평 비주류의 유력노조 중 하나로, 총평 해산 후 전노련 결성에 참여했다.
- 전주류군노동조합(전주노)
- 일본비철금속산업노동조합연합회(비철금속노련) - 전일본금속광산노동조합연합회(전광)으로부터 결성.
- 전일본호텔노동조합연합회(호텔노련)
- 일본방송노동조합(일방노)
- 전국인쇄출판산업노동조합총연합회(전인총련)
- 전국산림노동조합(전산노)
- 일본섬유산업노조연합회(섬유노련)
- 전일본해운노동조합연합회(전해운)
- 일본탄광노동조합(탄노)
- 전일본건설운수연대노동조합(전일건운수)
- 전일본건설산업노동조합(전일건)
- 전일본조선기계노동조합(전조선기계)
- 전일본전력노동조합협의회(전전력) - 1947년 결성된 일본전기산업노동조합(전산)의 후신.
- 일본자동차운전사노동조합(자운노)
- 알코올전매노동조합 (알전)
- 방사선영향연구소노동조합(방영연노조)
- 전국고령자퇴직자연락협의회(전국고퇴련)
- 주택산업노동조합연락협강회(주택노협) - 참관 가맹.
- 전체신노동조합(전체) - 현 일본우정그룹노동조합의 전신.
- 전임야노동조합 (전임야)
- 전인쇄국노동조합(전인쇄)
- 전조폐노동조합(전조폐)
- 전일본자치단체노동조합(자치노)
- 일본교직원조합(일교조)
- 일본도시교통노동조합(도시교)
- 전일본수도노동조합(전수도)
- 일본국가공무원노동조합연합회(전공노련) - 총평 비주류의 유력 노조 중 하나로, 총평 해산 후 전노련 결성에 참여.
- 전농림노동조합(전농림)
- 전북해도개발국노동조합(전개발)
- 전재무노동조합(전재무)
- 대장성직원조합(대장직조)
- 오키나와국가공무원노동조합 (오키나와국공노)
- 회계검사원직원노동조합(회계노)

## 역대 지도부
역대 의장
1. 타케후지 타케오: 1950년 7월-1952년 7월 (탄노)
2. 후지타 스스무: 1952년 7월-1953년 7월 (전산)
3. 후지타 토타로: 1953년 7월-1956년 8월 (사철총련)
4. 하라구치 유키타카: 1956년 8월-1958년 7월 (전광)
5. 오오타 카오루: 1958년 7월-1966년 8월 (합화노련)
6. 호리이 토시카츠: 1966년 8월-1970년 8월 (사철총련)
7. 이치카와 마코토: 1970년 8월-1976년 7월 (전주노)
8. 마키에다 모토후미: 1976년 7월-1983년 7월 (일교조)
9. 쿠로카와 타케시: 1983년 7월-1989년 11월 (사철총련)

역대 사무총장
1. 시마가미 젠고로: 1950년-1951년 (도시교)
2. 타카노 미노루: 1951년-1955년 (전국금속)
3. 이와이 아키라: 1955년-1970년 (국노)
4. 오오키 쇼고: 1970년-1976년 (전전통)
5. 토미즈카 미츠오: 1976년-1983년 (국노)
6. 마가라 에이키치: 1983년-1989년 (자치노)